# Thaumastochilus
Genre
Thaumastochilus est un genre d'araignées aranéomorphes de la famille des Zodariidae.

## Distribution
Les espèces de ce genre sont endémiques d'Afrique du Sud.

## Liste des espèces
Selon World Spider Catalog (version 17.5, 20/10/2016) :
- Thaumastochilus martini Simon, 1897
- Thaumastochilus termitomimus Jocqué, 1994

## Publication originale
- Simon, 1897 : Description d'arachnides nouveaux. Annales de la Société Entomologique de Belgique, vol. 41, p. 8-17 (texte intégral).